# Джангам

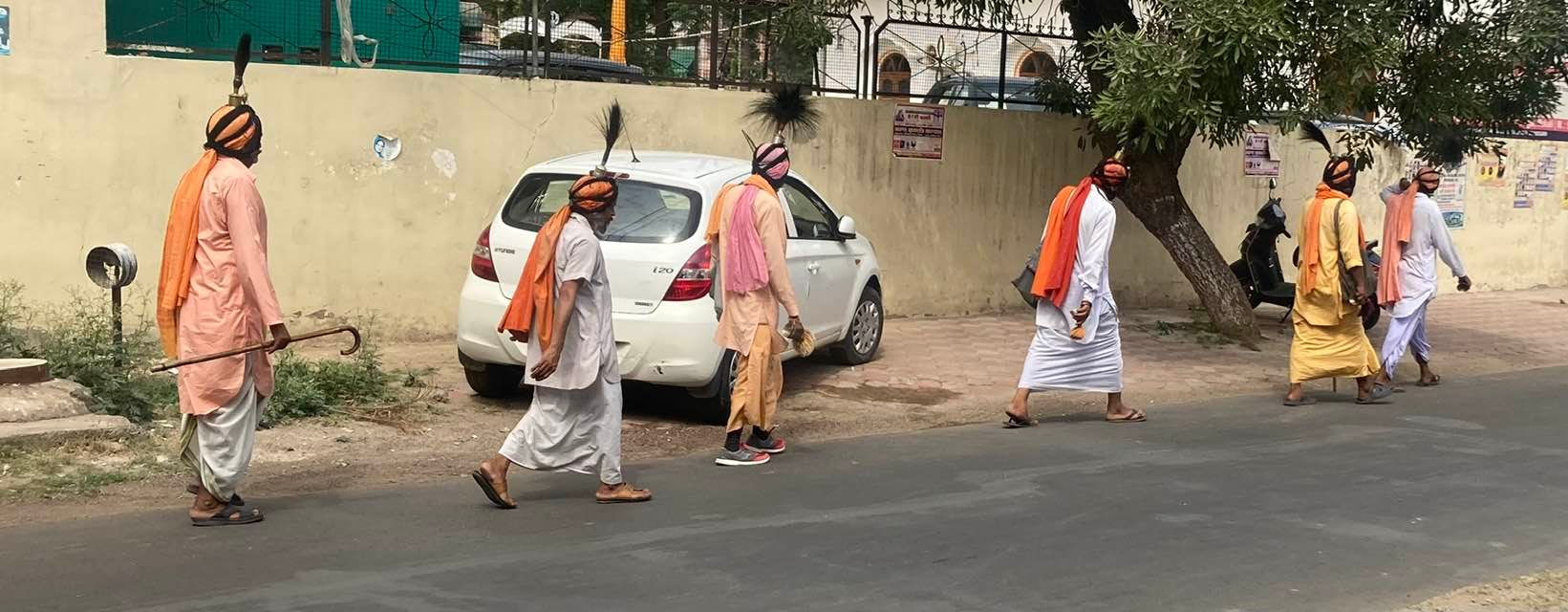
Джангамы ордена Шивы, религиозные монахи Индии

Джанга́м или Джангама́ (от санскр. जङ्गमा IAST: jaṅgamā — «живущий») — шиваитский орден странствующих монахов-аскетов. Джангамы  являются Гуру или священнослужителями в традиции Лингаята. Как пишет С.Редди, джангамы мигрировали из Карнатаки в целях пропаганды культа Шивы и часто выступают как священнослужители для тех из лингаятов, кто не пользуется услугами брахманов для выполнения ритуалов и обрядов.